# Oreophryne jeffersoniana
Oreophryne jeffersoniana es una especie de anfibio anuro del género Oreophryne de la familia Microhylidae.

## Distribución geográfica
Es originaria de las islas menores de la Sonda: Sumbawa, Komodo, Rinca y oeste de la isla de Flores (Indonesia).